# KT (电影)
KT是2002年上映的一部日本、韩国合拍电影，取材自1973年发生的金大中绑架事件，改编自中园英助的作品《绑架-不为人知的金大中事件》。
影片被宣传为“史上首次日韩同时上映”电影，但在韩国上映后就因票房不佳理由停映，导致发行失败。

## 情节
在1971年大韓民國總統選舉中，朴正熙以微弱优势赢得第三个总统任期，在野党总统候选人金大中对朴正熙的总统地位构成了威胁。金大中访问日本时，韩国特工绑架并试图杀死他。

## 主要演员
- 富田满洲男（陆上自卫队） - 佐藤浩市
- 金车云 - 金甲洙
- 金大中 - 崔日和
- 神川昭和 -  原田芳雄
- 金甲寿 - 筒井道隆
- 金俊権 - 金秉世
- 佐竹春男 （陆上自卫队）- 香川照之